# Adnan Šabanović
Adnan Šabanović (Zavidovići, Cantón de Zenica-Doboj, República de Bosnia y Herzegovina, 30 de enero de 1977) es un jugador de balonmano bosnio que actúa en la posición de portero. 
Tras desarrollar toda su carrera deportiva en su país, en el mes de octubre de 2012 fue cedido al BM Atlético de Madrid, en ese momento subcampeón de Europa, para suplir la baja de José Javier Hombrados que cayó gravemente lesionado.
Durante su trayectoria en su país disputó todas las competiciones internacionales a nivel de clubes. Con el BM Atlético de Madrid disputó partidos de la Liga ASOBAL, Copa del Rey, Copa ASOBAL y Liga de Campeones.
El 23 de febrero de 2013, en un encuentro de Liga de Campeones contra el Veszprém KC se lesiona el ligamento de la rodilla, despidiéndose así del resto de la temporada.

## Selección nacional
Adnan Šabanović ha sido internacional con la Selección de Bosnia-Herzegovina, con la que ha disputado un total de 79 encuentros.